# اگزیستانسیالیسم فمینیستی
اگزیستانسیالیسم فمینیستی (انگلیسی: Feminist existentialism) روابط بین فرد و اشیا، یا سایر انسان‌ها و چگونگی محدود کردن یا شرطی کردن انتخاب را تحلیل می‌کند. فمینیسم مجموعه‌ای از جنبش‌ها است که با هدف تعریف، ایجاد و دفاع از حقوق برابر سیاسی، اقتصادی و اجتماعی برای زنان انجام می‌شود. اگزیستانسیالیسم یک جنبش فلسفی و فرهنگی است که معتقد است نقطه شروع تفکر فلسفی باید فرد و تجربیات فرد باشد، تفکر اخلاقی و تفکر علمی در کنار هم برای درک کل وجود انسان کافی نیست؛ بنابراین، مجموعه دیگری از مقولات، که توسط هنجار اصالت اداره می‌شود، برای درک وجود انسان ضروری است. (اصالت، در چارچوب اگزیستانسیالیسم، به رسمیت شناختن مسئولیتی است که در قبال وجود خود داریم).
فمینیست‌های اگزیستانسیالیست بر مفاهیمی مانند آزادی، روابط بین‌فردی و تجربه زندگی به‌عنوان بدن انسان تأکید دارند. آن‌ها ظرفیت تغییر رادیکال را ارزشمند می‌دانند، اما می‌دانند که عواملی مانند خودفریبی و اضطراب ناشی از امکان تغییر می‌تواند آن را محدود کند. بسیاری به افشا و تضعیف نقش‌های جنسیتی تحمیلی اجتماعی و ساختارهای فرهنگی محدودکننده تعیین سرنوشت زنان اختصاص یافته‌اند و فمینیست‌های پساساختارگرا را که آزادی ذاتی زنان را انکار می‌کنند، مورد انتقاد قرار می‌دهند. زنی که در مورد شیوه زندگی خود انتخاب‌های سنجیده‌ای انجام می‌دهد و از اضطراب ناشی از آن آزادی، انزوا یا عدم انطباق رنج می‌برد، اما آزاد باقی می‌ماند، اصول اگزیستانسیالیسم را نشان می‌دهد. رمان‌های کیت شوپن، دوریس لسینگ، جوان دیدیون، مارگارت اتوود و مارگارت درابل شامل چنین قهرمان‌های وجودی هستند.